# Піжама

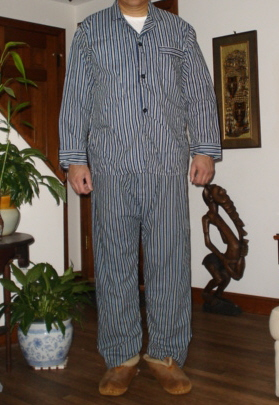

Піжама — костюм для сну, який, зазвичай, складається із двох речей — сорочки із ґудзиками та довгих штанів.
Слово «піжама» походить від фарсіького (за ін. джерелами, перського) «piejamah» й означає «одяг для ніг». Так фарсі називають вільні за кроєм штани, які мають пояс-зав'язку на талії. В Індії такий одяг носили тільки чоловіки. Згодом цими зручними штаньми захопилися британські колоністи (вони вважали, що цей одяг прекрасний для відпочинку після обіднього чаю). У кінці 19 століття індійський винахід з'явився та здобув популярність у Великій Британії. Більше того, вже на початку 1900-х років модельєр Поль Пуаре створив вбрання з шовку, за структурою та кроєм схоже на піжаму. Цей костюм можна було вдягати «на вихід» у денний час та навіть носити на бали та світські вечори.

## Історія та еволюція
Вікторіанська епоха. У ті часи як одяг для сну використовували нічну сорочку вільного крою. Це було просто та практично. Але до середини 1800-х років нічний одяг вже мав стильний вигляд. Майстрині почали використовувати для його пошиття виточки, новий декор, матеріали, навіть кольорові тканини. Умовності світського статуту того часу дозволяли жінці у сорочці приймати гостей та навіть гуляти по саду (одягнувши поверх халат). Часто бувало так, що жінка у сорочці проводила увесь день, готуючись до вечірнього балу.
Чоловіки також могли носити нічний одяг цілий день, навіть виходили у піжамі в зал, коли на порозі з'являвся випадковий гість. Вільну куртку та штани, у яких спали, часто вдягали поверх денного одягу. Це захищало одяг від попелу у курильні та плям у їдальні, дозволяючи чоловікам завжди залишатися елегантними та доглянутими.
Кінець 19 — поч. 20 століття. В США піжами прийшли вже з Великої Британії, знову таки, разом із колонізаторами. На відміну від Індії та Британії тут їх носили не тільки чоловіки, а й жінки, й діти. Чоловічі піжами мали вільний крій, і були схожі на нічні сорочки, довжиною до колін, доповнені штаньми. Шили їх, переважно, з бавовни, віскози, та шовку. Для зимових ночей існували піжами з фланелі.
Жінки почали вдягати піжами для нічного сну вже після 1 світової війни (1914—1918 рр.). Більше того, тогочасні дизайнери жіночого одягу пішли далі: на основі піжами вони винайшли одяг для дому та пляжний костюм. Жіночу піжаму шили з сатину, віскози, шовку та навіть легкого шифону. Цей одяг був вільного крою, складався із поєднання штанів довжиною до щиколотки та куртки. Штани зав'язувалися внизу на стрічку чи затягувалися мотузкою. Куртку шили обов'язково з рукавами, довжина яких могла варіюватися.
Дитячі піжами. Спалах популярності. Довести те що піжама, це не тільки гарно, але й дуже практично, вдалося одній із швейних фірм штату Мічиган. У 1860 році вони просто сказали батькам, що навіть у морозяну та дощову погоду їхні діти не змерзнуть вночі. Їхні піжами були пошиті з товстої офсетної тканини, тому батьки їм повірили. Протягом року фірма збільшила свої прибутки та об'єми виробництва у 20 разів! Й пізніше окрім піжам запропонувала батькам колготки, повзунки та дитячі сорочки з рукавичками. Цей одяг популярний дотепер серед батьків, які мають малюків до року, причому у всіх країнах світу.
Роки гендерної революції. В 1971 році Комісія з безпеки споживчих товарів встановила стандарт для піжами: тканина, з якої шили відтепер нічний одяг мала бути вогнестійкою. А ще, жіноча піжама втратила стиль унісекс і мала принципово жіночі ознаки: рюші, мереживо, дизайнерське оздоблення та різні форми комірця та горловини. Окрім того, абсолютно біла піжама відійшла на другий план, в моду увійшов яскравий горох, клітинка та кольорові плями різних форм та варіацій.    
«Підігріла» цікавість до піжам і енергетична криза, яка також припала на 1970-ті роки. Саме тоді з'явилися суцільні піжами-комбінезони. 
Піжама у сучасному світі. 20 і 21 століття диктує свою моду на піжами. Зараз піжама -  це не тільки улюблений домашній одяг, а й поле для творчості дизайнерів. Сьогодні піжаму вільно носять як вдома, так і на вулиці. Модельєри вигадали сотні різних варіацій на тему піжами, створили безліч стилів та комбінацій. Найпопулярнішою вважається піжама, що складається із довгих штанів та кофти.   

## Класифікація
За призначенням. Піжами поділяються на одяг для сну та для дому.
За сезонами. Виокремлюють піжами зимові, міжсезонні (весна-осінь) та літні.
За матеріалом. Піжами шиють як з натуральних (бавовна, льон, бамбук, віскоза, модал), так і з синтетичних тканин (мікрофібра, фліс). Частіше зустрічаються т.з. «змішані» вироби з поєднання натуральної та синтетичної нитки в одному полотні у різному відсотковому співвідношенні. Таке поєднання підсилює якість натуральної тканини та сприяє збільшенню її зносостійкості.
За типом тканини. Піжами можуть бути:
- Велюрові (переважно бавовна з додаванням поліестеру);
- Махрові (з різних матеріалів — бавовни, мікрофібри, бамбука);
- Трикотажні — інтерлок (100 % бавовна або віскоза, матеріал має підвищену термоізоляцію, тонку текстуру трикотажу);
- Шовкові (натуральна шовкова нитка);
- Трикотажні — футер (бавовна з додаванням незначної кількості поліестеру, має щільну текстуру, м'який виворіт, використовується, здебільшого, лише для дорослих піжам);
- Фланель (бавовняна тканина полотняного або саржевого переплетення ниток, з пухнастим двостороннім або одностороннім рівномірним не щільним начосом);
- Фліс (синтетична тканина, для якої характерне максимально можливе збереження тепла).

За комплектацією. Вирізняють піжами класичні (кофта + штани чи сорочка + штани), комбінезони, піжами для літа: з капрі, шортами, футболкою.    

## Характеристики, якими мають володіти піжами
- Циркуляторна функція. Здатність підтримувати нормальний теплообмін між шкірою людини та зовнішнім середовищем, пропускати повітря.
- Практичність. Простий догляд, легке прання, можливість використовувати і як одяг для сну, і як домашній одяг.
- Стійкість до зношування. Це співвідношення між якістю тканини та максимальною кількістю разів прання.
- Усадка. Схильність тканини піжами розтягуватись, або ж навпаки, зменшуватися у розмірах під дією високої температури прання, віджиму на великій швидкості тощо.
- Гіпоалергенність. Піжама має бути максимально екологічною, та не викликати подразнень шкіри, набряків, будь-яких інших симптомів алергічної реакції.

## Матеріали для піжами
- БАВОВНА. Тонкий трикотаж та щільна махра — це все бавовна. Цей матеріал практичний, приємний на дотик, якісно пропускає повітря, не викликає алергічних реакцій шкіри. Вироби з бавовни мають досить доступну ціну. Але бавовняна піжама має й свої недоліки. Перш за все, за нею складно правильно доглядати. Вона погано ставиться до синтетичних миючих засобів, особливо до пральних порошків. Після них стає жорсткою на дотик, діти скаржаться, що починає «колотися». При пранні може втратити колір, розтягнутися. Тому, обираючи собі супутницю гарного нічного сну на довгі роки, зверніть увагу на вироби не з чистої бавовни, а з бавовни, з додаванням невеличкої кількості синтетичної нитки. Саме лайкра, поліестер та ін.. додадуть вашій піжамі стійкості до зношування.
- ШОВК, АТЛАС, САТИН. Шовк — натуральна тканина, атлас і сатин — синтетичні відповідники, що не поступаються за зовнішнім виглядом шовку. Всі три тканини використовують для пошиття красивих літніх піжам. Вирізнити натуральний шовк можна за тим, що він легко мнеться. Атлас і сатин — є джерелом статичної енергії, тому не досить зручні у використанні.
- ФЛІС, МІКРОФІБРА. Це штучні тканини, виготовлені з поліестеру чи поліаміду. Мають цінні характеристики: щільну текстуру, гарно зберігають тепло, легкі й найкраще сохнуть після прання. Окрім того, піжами із цих тканин не треба прасувати, й вони не дають усадки, зберігають форму при пранні будь-якої інтенсивності (за умови середніх температур). Але вдягати ці піжами безпосередньо до тіла не варто, бо можуть викликати подразнення шкіри.
- ВІСКОЗА, МОДАЛ. Прекрасні тканини для виготовлення літніх піжам. Виконані тканини з нитки, отриманої хімічним способом із целюлози. Та все ж, їх можна віднести до натуральних, бо мають цілий перелік прекрасних характеристик: дихають, поглинають вологу, антисептичні.

## Стилі, комплектація та фасони

### Жіночі піжами
- Класичні. У комплекті — широкі штани та вільна сорочка на ґудзиках, схожа за кроєм на чоловічу. Втім, сучасні дизайнери трохи удосконалили класичну модель: сорочка перетворилася на реглан з довгими рукавами, а штани перетворилися на штани чи бриджі з манжетою на щиколотці.
- Модель з шортами, капрі, бриджами. Так звана «полегшена класика», популярна у міжсезоння та влітку. Шиють ці комплекти з легких, тонких тканин (шовк, віскоза, атлас). Верхня частина з цього комплекту — майка, топ чи футболка.
- Комбінезон. Суцільний одяг для зимового сну. Найчастіше шиють з махрової тканини, велюру, флісу.
- Еротичні піжами. Комплекти, які шиють з дуже тонкої тканини (сатину, шовку, атласу) та прикрашають декором з мережива. За фасоном вони мають повторювати контур тіла та виглядають дуже відверто.

### Чоловічі піжами
- Класична. Піжама — двійка, що складається з довгих штанів вільного крою та сорочки (кофти). У літньому варіанті — комплект складається з вільних шортів та футболки.
- Шовкова піжама – різновид чоловічого відвертого одягу. Складається з сорочки та штанів, має класичний крій.
- Пижама кігурумі. Різновид комбінезону. Шиють з теплої тканини — махри, велюру, флісу, мікрофібри. Застібка — блискавка чи ґудзики.

## Цікаві факти
1. В давнину разом із піжамою носили ще нічний ковпак. Ковпаки для сну були популярні протягом 19 століття. Вигадали їх для того, щоб у зимовий період тримати у теплі голову людини. Є версія, що потрібен він був для того, щоб захистити людину від вошей. Щоб зберегти кучері у зачісці дами спали у ковпаку, й навіть спускалися до сніданку у цьому аксесуарі.
2. Піжаму окрім сну використовують і як маскарадний костюм у деяких країнах на Різдво. У піжамах також влаштовують стилізовані вечірки.
3. У сучасній Британії 47 % чоловіків та 17 % жінок сплять без одягу.

## Галерея

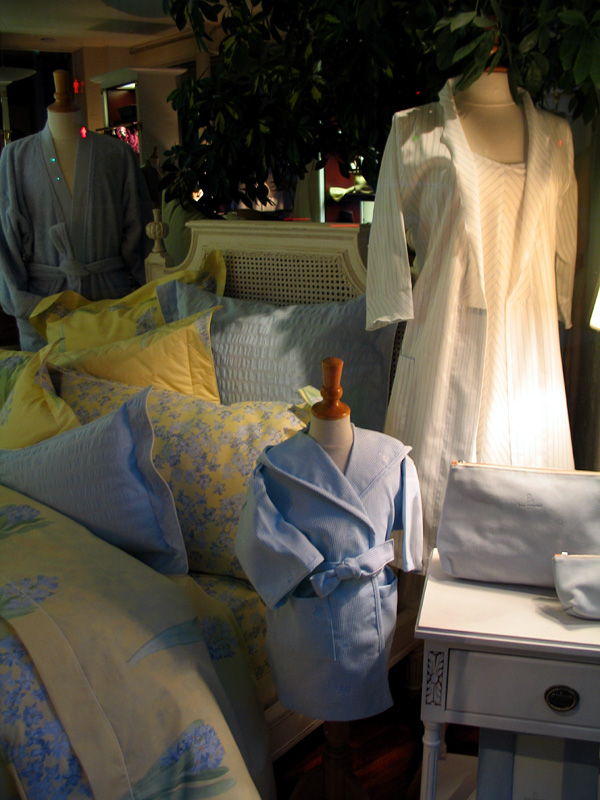
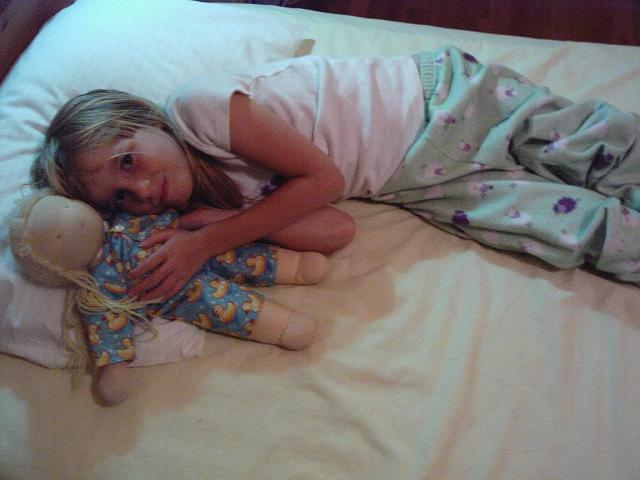
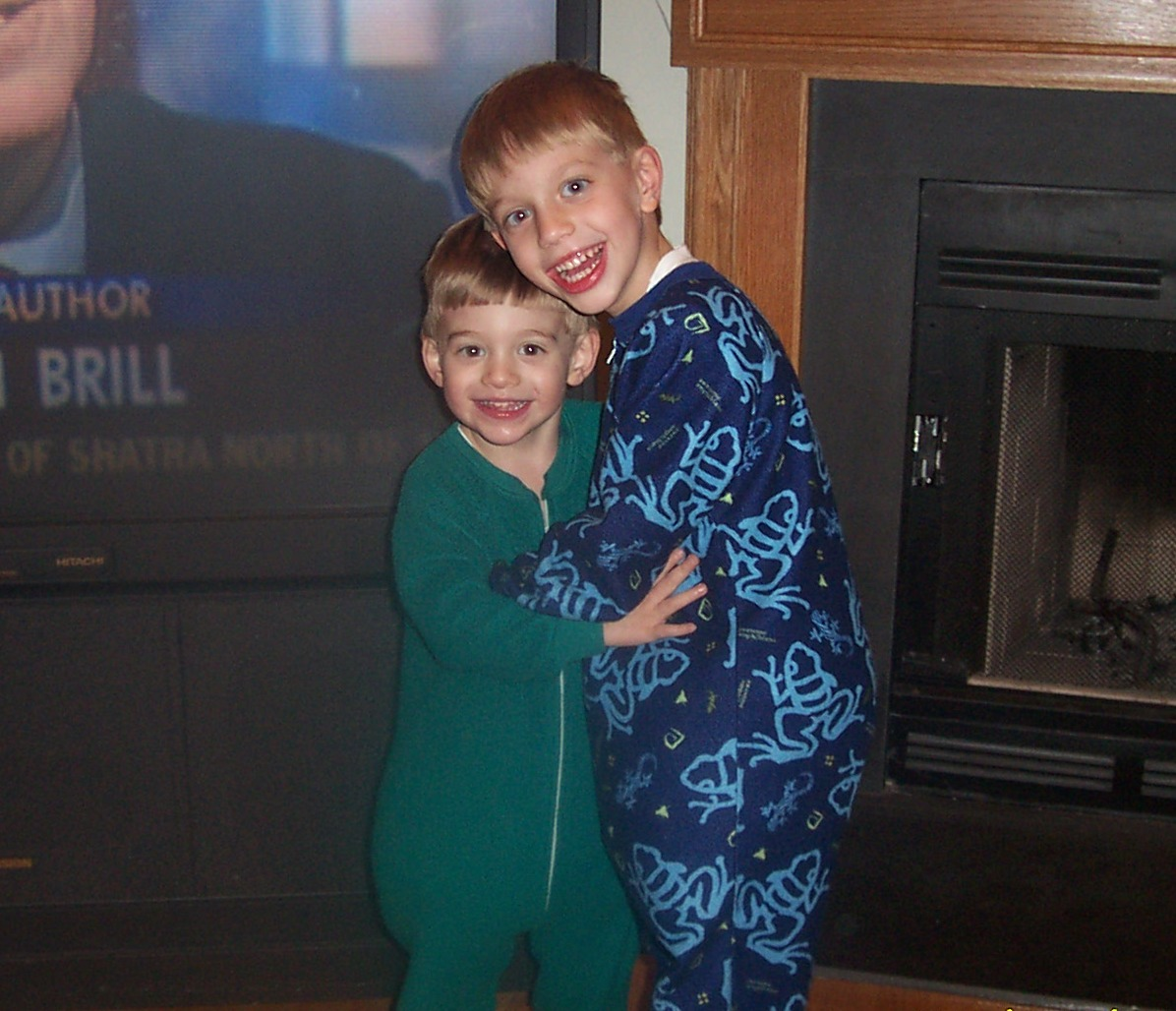
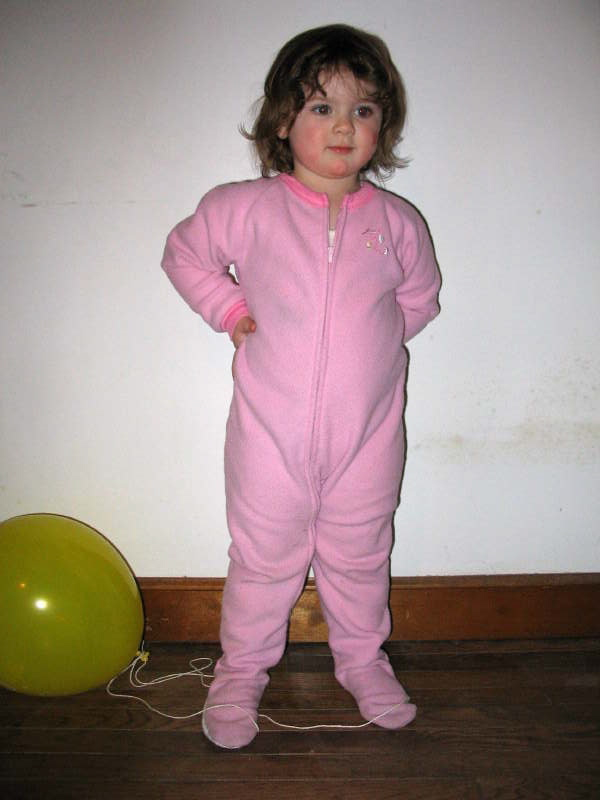